# Boris Wladimirowitsch Ioganson

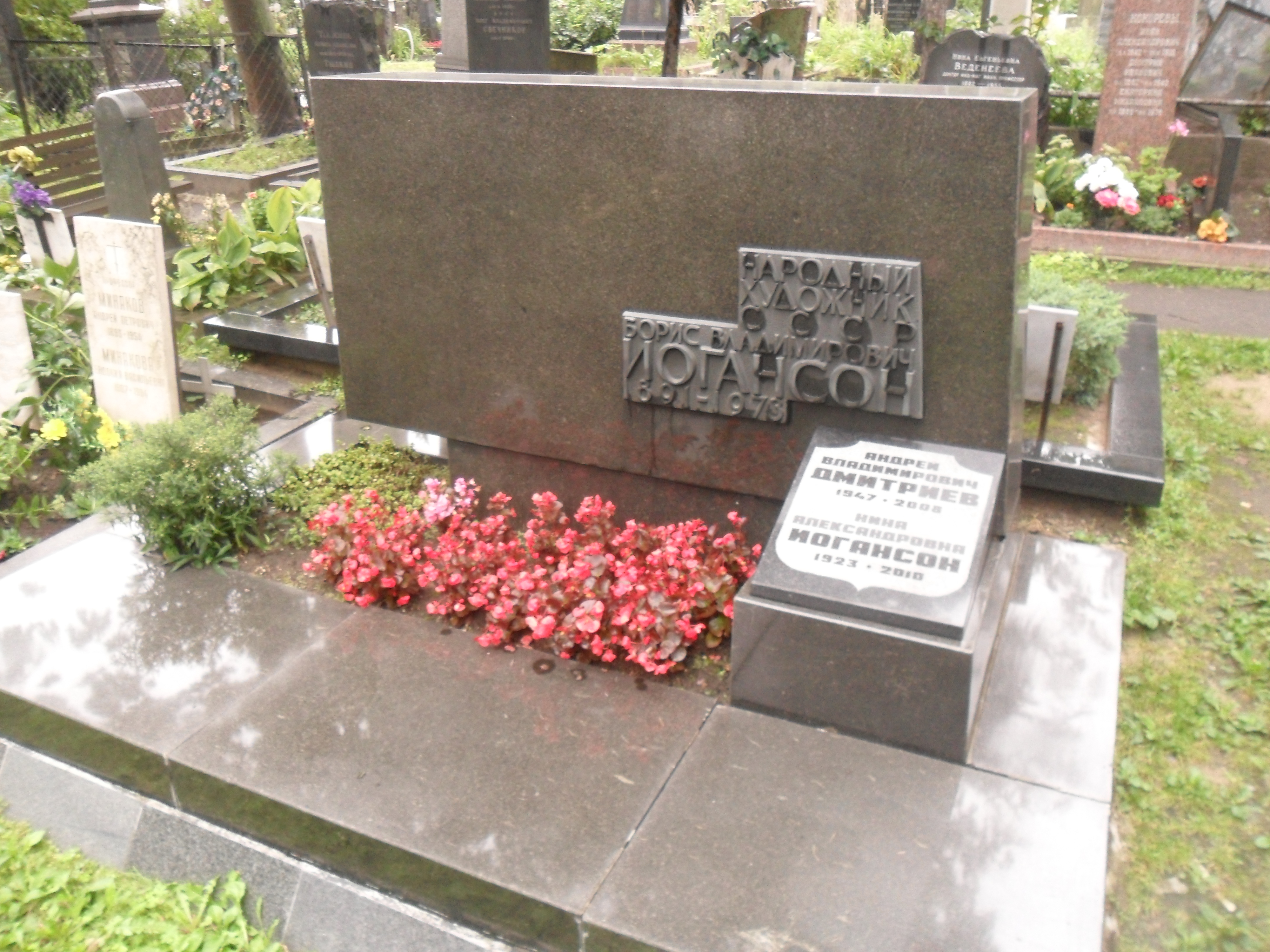
Boris Wladimirowitsch Iogansons Grab auf dem Moskauer Nowodewitschi-Friedhof

Boris Wladimirowitsch Ioganson (russisch Борис Владимирович Иогансон; * 13. Julijul. / 25. Juli 1893greg. in Moskau; † 25. Februar 1973 ebenda) war ein russischer Maler und Hochschullehrer.

## Leben
Iogansons Vorfahren gehörten zu einer eingewanderten Familie Johanson aus Schweden. Ioganson begann seine künstlerische Ausbildung in der Atelierschule des Malers P. I. Kelin. 1912–1918 studierte er an der Moskauer Hochschule für Malerei, Bildhauerei und Architektur bei A. J. Archipow, N. A. Kassatkin, S. W. Maljutin und K. A. Korowin. Er war Mitglied der Gesellschaft Junger Künstler und setzte sich für den Konstruktivismus ein.
Nach Aussage des Künstlers Alexei Smirnow, der Ioganson kannte, war Ioganson während des Russischen Bürgerkrieges Offizier in der Armee des Admirals Koltschak und malte Porträts der dortigen Regierung.
1919–1922 arbeitete Ioganson als Bühnenbildner am Theater in Krasnojarsk und an dem in Alexandrija (Gouvernement Cherson). 1922–1931 war er in der Assoziation der Künstler des Revolutionären Russlands (AChRR) angestellt, an deren Gründung er mitgewirkt hatte.
In den 1930er Jahren war Ioganson ein bedeutender Vertreter der sowjetischen Tafelbildmalerei in der Tradition der russischen Malerei des 19. Jahrhunderts in der Nachfolge I. J. Repins und W. I. Surikows allerdings mit neuen revolutionären Inhalten, womit er sich dem Sozialistischen Realismus anschloss. Besonders bekannt wurden seine Bilder Verhör der Kommunisten (1933) und An der alten Ural-Fabrik (1937).
1937–1961 lehrte Ioganson am Repin-Institut für Malerei, Bildhauerei und Architektur in Leningrad (ab 1939 als Professor) und gehörte zur Leningrader Malerschule. Zu Iogansons Schülern und Schülerinnen gehörten J. P. Antipowa, N. N. Baskakow, S. N. Bysowa, W. W. Watenin, N. L. Wesselowa, I. S. Glasunow, A. B. Gruschko, A. G. Jerjomin, W. F. Sagonek, I. N. Klytschew, M. A. Koslowskaja, M. K. Kopytzewa, W. B. Larina, O. L. Lomakin, A. W. Moschajew, W. W. Monachowa, N. A. Mucho, A. A. Nenartowitsch, G. A. Rumjanzewa, S. A. Rotnizki, J. D. Chuchrow, M. P. Trufanow, J. N. Tulin und W. F. Tschekalow.
Während des Deutsch-Sowjetischen Krieges arbeitete Ioganson in der Evakuierung in Alma-Ata. 1943 wurde Ioganson Mitglied der KPdSU.
1953 wurde Ioganson Vizepräsident und 1958 als Nachfolger von A. M. Gerassimow Präsident der Akademie der Künste der UdSSR (bis 1962), deren Mitglied er seit 1947 war. 1956 war er Delegierter beim XX. Parteitag der KPdSU und auch 1959 beim XXI. Parteitag. 1962 wurde er Hauptherausgeber der Enzyklopädie zur Kunst der Länder und Völker der Welt. Ab 1964 lehrte er am Moskauer Surikow-Kunstinstitut. 1965–1968 war er Erster Sekretär der Union der Künstler der UdSSR. 1966–1970 war er Mitglied des Obersten Sowjets der UdSSR.
Iogansons Sohn Andrei Borissowitsch Ioganson und dessen Sohn Igor Andrejewitsch Ioganson wurden ebenfalls Künstler.

## Ehrungen
- Stalinpreis I. Klasse (1941) für das Bild An der alten Ural-Fabrik (1937)
- Volkskünstler der UdSSR (1943)
- Medaille „Für heldenmütige Arbeit im Großen Vaterländischen Krieg 1941–1945“
- Stalinpreis I. Klasse (1951) für das Bild Lenins Auftritt auf dem III. Komsomol-Kongress (1950, als Mitautor)
- Medaille „Zum 250-jährigen Jubiläum Leningrads“
- Goldmedaille der Weltausstellung Brüssel 1958 für das Bild An der alten Ural-Fabrik (1937)
- Held der sozialistischen Arbeit (1968)[1]
- Leninorden (dreimal bis 1968)
- Ehrenzeichen der Sowjetunion